# Anaplectella subrotundata
Anaplectella subrotundata är en kackerlacksart som först beskrevs av Walker, F. 1871.  Anaplectella subrotundata ingår i släktet Anaplectella och familjen småkackerlackor. Inga underarter finns listade i Catalogue of Life.